# Projet d'urgence de gestion environnementale en milieu urbain
Le Projet d’urgence de gestion environnementale en milieu urbain (PUGEMU), créé par une loi de ratification en 2011,, est un programme du ministère du Cadre de vie et du Développement durable visant principalement à améliorer la qualité de l’environnement urbain au Bénin.

## Impacts du projet
Pendant six ans d'exécution le PUGEMU a eu des impacts dans sa zone d'exécution dont la mise à l'abri de certaines populations  des inondations périodiques, réduction des dégâts liés aux inondations dans certains communes, l'amélioration et la fluidité de la circulation des personnes et des biens,. Par ailleurs, le projet a ouvert d’autres perspectives, notamment la construction et la réhabilitation d’ouvrages majeurs de drainage des eaux pluviales, la gestion des eaux usées et des déchets solides, ainsi que la mise en place d’un système précoce d’alerte et de gestion des risques d’inondation.